# 哥伦比亚南美航空
哥伦比亚南美航空（LATAM Airlines Colombia，曾名为LAN Colombia）是一家哥伦比亚的航空公司，总部在首都波哥大，枢纽机场位于波哥大黄金国国际机场。该公司是哥伦比亚国内第二大的航空公司。

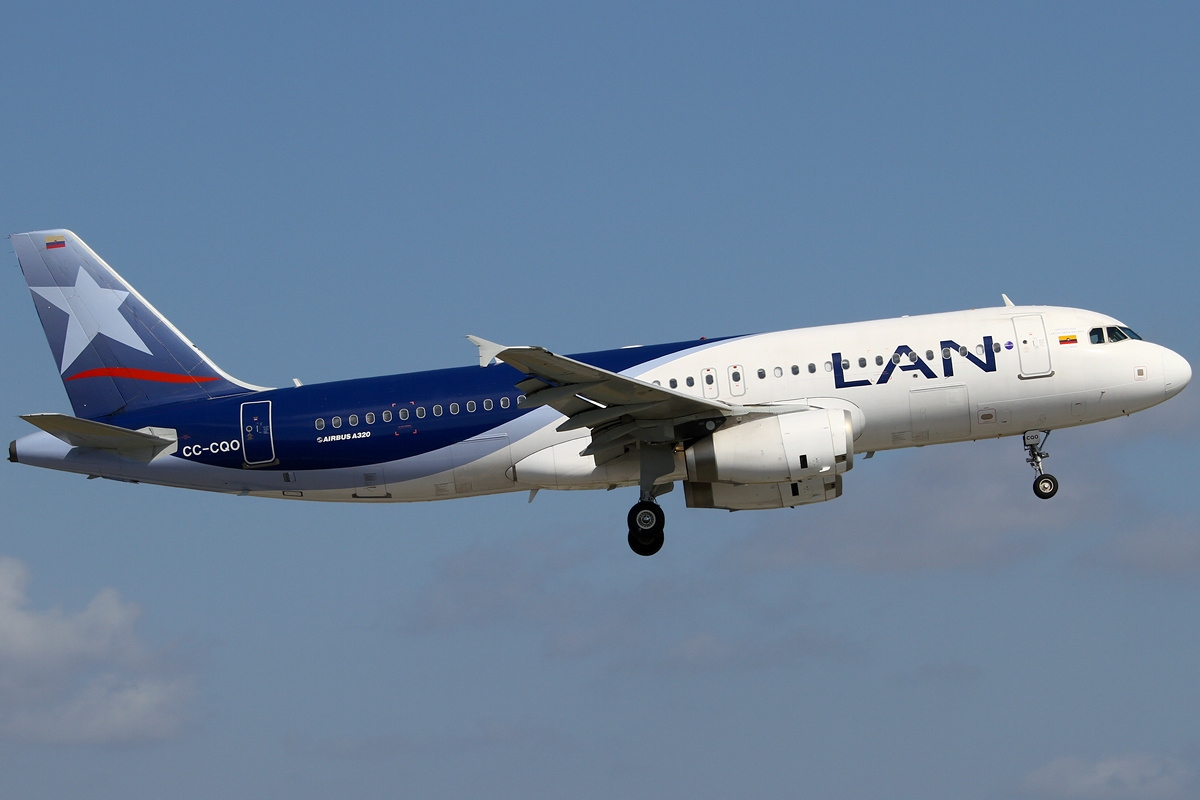
一架哥伦比亚南美航空的空客A320飞机

## 外部鏈結
- 南美航空官方網站（页面存档备份，存于）
- Lan Airlines在YouTube的用戶頁（页面存档备份，存于）
- 有關LAN Airpasses